# Atkinson (Carolina do Norte)
Atkinson é uma cidade  localizada no estado norte-americano de Carolina do Norte, no Condado de Pender.

## Demografia
Segundo o censo norte-americano de 2000, a sua população era de 236 habitantes. 
Em 2006, foi estimada uma população de 261, um aumento de 25 (10.6%).

## Geografia
De acordo com o United States Census Bureau tem uma área de 2,6 km², sem área coberta por água. Atkinson localiza-se a aproximadamente 18 m acima do nível do mar.

## Localidades na vizinhança
O diagrama seguinte representa as localidades num raio de 24 km ao redor de Atkinson. 